# Kommunernas garanticentral
Kommunernas garanticentral (finska: Kuntien takauskeskus) är en offentligrättslig anstalt i Helsingfors, grundad 1996, vars syfte är att trygga och utveckla en gemensam medelsanskaffning för Finlands kommuner. 
För att uppnå sitt syfte kan garanticentralen bevilja garantier för sådan medelsanskaffning till kreditinstitut som direkt eller indirekt ägs av kommunerna. Medlemssamfund i garanticentralen är kommunerna. Kommunernas garanticentrals beslutanderätt utövas av en delegation som har minst 10 och högst 15 ledamöter som (jämte två personliga ersättare för varje medlem) är förordnade av inrikesministeriet för fyra kalenderår i sänder. Delegationen väljer inom sig en ordförande och högst två vice ordförande. Kommunernas garanticentral har en styrelse, som svarar för förvaltningen samt för beredningen och verkställandet av delegationens beslut, och en verkställande direktör, som utnämns av styrelsen.